# Цзян Шицюань
Цзян Шицюань (*蒋士铨, 1725 —1784) — китайський драматург, поет та викладач часів династії Цін.

## Життєпис
Походив з родини державних службовців. Здобув класичну освіту. Замолоду виявив цікавість та хист до поезії. 1757 року з успіхом склав імператорський іспит та отримав вищий науковий ступінь цзіньши. З цього моменту обіймав посади середнього рівня. У Пекіні затоваришував з поетами Чжао І та Юань Меєм. Їх стали називати «Три великі майстри періоду Цяньлун».
Значну частину присвятив літературній діяльності, особливо останні роки життя, присвячуючи значний час театру. Помер у 1784 році.

## Творчість
У доробку Цзяня є 2500 віршів, писав також твори у жанрі ци.
Свого часу був знаним драматургом. Загалом відомо про 16 п'єс. Через цензурні умови Цзян Шицюань змушений був нерідко звертатися до історичної теми, але вибір сюжетів його п'єс, деякі репліки персонажів вказують, що, зображуючи події минулого, автор намагався критикувати сучасність.
Одна з них — «Вічнозелене дерево падуб» — присвячена життю поета- патріота Вень Тяньсяна, страченого монгольськими загарбниками.
У драмі «Іній на коричних деревах» оспівується вчений XVII ст., страчений за відмову служити маньчжури.
В основу п'єси «Людина в снігу» покладено епізод з життя вченого і письменника XVII ст. Ча Цзіцзо, запротореного до в'язниці за участь у складанні антіманьчжурскої праці з історії династії Мін і врятованого генералом У Моци.
Широко популярною була п'єса «Сон ліньчуанца», в якій розповідалося про життя улюбленого драматурга Тан Сяньцзу і фігурували персонажі з його п'єси «Чотири сни».
Не меншу популярність завоювала драма Цзян Шицюань «Чотири струни восени», написана на сюжет поеми Бо Цзюйі «Лютня». Вона, як і низка інших п'єс Цзян Шицюаня («Аромат в порожній долині», «Вежа Сяньцзу»), присвячена трагічній долі жінки у давньому Китаї.